# Thremma martynovi
Thremma martynovi är en nattsländeart som beskrevs av Malicky 1976. Thremma martynovi ingår i släktet Thremma och familjen Uenoidae. Inga underarter finns listade i Catalogue of Life.